# Tsaouni
Tsaouni este o comună rurală din departamentul Matamey, regiunea Zinder, Niger, cu o populație de 21.357 de locuitori (2001).